# الباطن (القيروان)
البَاطِن مدينة صغيرة تقع بمعتمدية القيروان الشمالية بولاية القيروان في الوسط التونسي، على التقاطع بين الطريق الوطنية رقم 3 والطريق الجهوية رقم 99. ترقيمها البريدي هو 3142.
أغلب سكـانها من الفلاحـين يمارسـون تربية الماشية والزراعات الكبرى إلى جانب زراعـة الخضروات نظرا لوجود عدد هام من الآبار السطحية. كما تتواجد بالجهة مجموعة من المؤسسات الصناعية كمعمل الخياطة الإيطالي المُعد أساسا للتصدير وفرع مصنع الأسلاك الكهربائية للسيارات (YURA CORPORATION TUNISIA) الذي انطلق في العمل بداية سنة 2023 ومعمل الصناعات الغذائية "جودة".

## تاريخيا
- اتخذها معاوية بن حديج قاعدة سنة 34 هـ لمنازلة جيوش الروم لفتح عين جلولة (قبل أن يؤسس عقبة ولاية القيروان).
- سنة 1540م وقعت بها معركة الحفصيين ضد الإسبان الذين حالفهم السلطان أبو الحسن الحفصي للتغلب على الأتراك.[3]
- وقعت فيها معركة القرن التي قال فيها الليث بن سعد: "ما تمنيت أن أشهد إلا معركتين؛ معركة بدر مع النبي ﷺ ومعركة القرن في القيروان".[4]